# Baby It's Me
Baby It's Me è un album della cantante statunitense Diana Ross, pubblicato dall'etichetta discografica Motown nel 1977.
L'album è prodotto da Richard Perry. La sua pubblicazione precede di poco quella del singolo Gettin' Ready for Love, a cui fanno seguito, l'anno dopo, Your Love Is So Good for Me, Top of the World e You Got It.

## Tracce

### Lato A
1. Gettin' Ready for Love
2. You Got It
3. Baby It's Me
4. Too Shy to Say
5. Your Love Is So Good for Me

### Lato B
1. Top of the World
2. All Night Lover
3. Confide in Me
4. The Same Love That Made Me Laugh
5. Come in from the Rain